# Tuze hladová housenka
Tuze hladová housenka (anglicky The Very Hungry Caterpillar) je kniha pro děti, kterou napsal a ilustroval americký autor Eric Carle. Kniha vyšla roku 1969 a stala se jeho nejznámějším dílem. Kniha byla přeložena do více než 66 jazyků a prodalo se jí přes 50 milionů výtisků. Kniha získala řadu ocenění a byla adaptována pro televizi. Kniha se stala populární nejenom jednoduchým textem a opakovanými frázemi, ale i pestrými barvami, obrázky, grafikou a svou edukativní stránkou. Děti se naučí počítat, rozpoznávat ovoce a jiné dobroty.

## Děj
Za teplého nedělního rána se z vajíčka vysoukala tuze hladová housenka a ihned se začala shánět po potravě. Během následujících pěti dnů žere velké množství ovoce: jedno jablko v pondělí, dvě hrušky v úterý, tři švestky ve středu, čtyři jahody ve čtvrtek a pět pomerančů v pátek. Ale stále měla hlad. V sobotu si proto dala kousek čokoládového dortu, kopeček zmrzliny, kyselou okurku, plátek ementálu, kolečko salámu, lízátko, kousek třešňového koláče, klobásu, dortíček a dílek melounu. Není divu, že ji z toho všeho bolelo bříško. V neděli se housenka zakousla do zeleného listu a udělalo se jí mnohem lépe. Najednou přestala mít hlad a už nebyl tak malá. Stala se z ní velikánská a tlustá housenka. Housenka se zakuklila a za dva týdny se z ní vylíhl překrásný barevný motýl.

## Přijetí a interpretace
Bruce Handy ocenil prostotu a vyváženost díla a uvedl, že „vypráví okouzlující příběh pro nejmenší s několika vynikajícími vizuálními vtipy; také se v ní proplétají dny, počítání do pěti a na závěr krásnou lekci z biologie o housenkách, kuklách a motýlech. Děje se tam toho hodně, ale všechno do sebe zapadá jednoduše, organicky, elegantně; svým designem a konstrukcí se blíží dokonalosti tak moc, jak jen nějaké umělecké dílo může.“
Kniha je hojně využívána učiteli na základních školách, protože obsahuje vzdělávací témata, jako je počítání, dny v týdnu, jídlo a životní fáze motýla. Zároveň kniha nepůsobí didakticky, předkládané informace jsou dětem sdělovány, aby si to neuvědomovaly.
Kniha byla použita v boji proti dětské obezitě a je také vyžívána Americkou pediatrickou akademií, CDC či filantropickými skupinami jako pomůcka k výuce dětí o zdravém stravování.
Přestože množství potravy, které tuze hladová housenka v knize zkonzumuje, působí jako zcela smyšlený prvek, jde jen o mírně přehnaná čísla oproti skutečnosti. Louisa Perry odhadla, že housenka v knize za sedm dní pozře 1918,8 g potravy (což odpovídá její hmotnosti 48000krát). To je mnohem více než u housenky běláska řepového, která za život zkonzumuje asi 60 gramů potravy, ale méně než u housenky můry Antheraea Polyphemus, která patří k „nejhladovějším“ a během svého životního cyklu přijme 3400 g potravy. Její životní cyklus však trvá 56 dní, a v přepočtu na dny tak hodnot tuze hladové housenky ani tak nedosahuje (61,4 g potravy denně a 274 g potravy denně).